# Cao nguyên Ennedi
Đối với vùng của Chad, xem Ennedi.
Cao nguyên Ennedi nằm ở phía Đông bắc của Tchad, trong khu vực Ennedi là nơi có những bức tường thành sa thạch giữa sa mạc Sahara. Cảnh quan ngoạn mục của nó đặc trưng bởi những cột tháp, trụ, cầu vòm sa thạch và những hẻm núi sâu là nơi thu hút khách du lịch khám phá.

## Động thực vật
Cao nguyên là nơi có chứa bộ sưu tập phong phú các loài động vật, trong đó phải kể đến loài Cá sấu sa mạc đã từng tồn tại trên khắp sa mạc Sahara. Một đặc điểm nổi bật là cơ thể chúng khá nhỏ bé có lẽ là do phát triển trong môi trường bị cô lập (so sánh với cá thể cùng loài ở Mauritania và Algeria). Chúng sinh sống tập trung trong các hồ nước nhỏ dọc theo các con suối của các hẻm núi, như là ở Guelta d'Archei và đang có nguy cơ bị tuyệt chủng. Những con Sư tử Tây Phi cuối cùng ở sa mạc Sahara cũng được thấy ở đây cho đến khi chúng tuyệt chủng vào năm 1940. Ngoài ra, có thể nhưng con Linh dương sừng kiếm sống sót trong tự nhiên vẫn còn tồn tại ở đây hay loài Báo Sudan có thể trú ẩn trong các vùng xa xôi của cao nguyên. Sinh vật bí ẩn Hổ Ennedi vẫn có thể cũng tồn tại ở đâu đó trên khu vực cao nguyên này.

## Văn hóa
Cao nguyên là nơi có những bức tranh đá với hàng ngàn hình ảnh mô tả người và động vật được khắc vào hang động, hẻm núi được cho là của một nền văn hóa người Niola Doa đã mất. Và nơi đây cũng chính là một trong những cụm công trình khắc đá lớn nhất ở sa mạc Sahara.